# The Lucky Texan
The Lucky Texan é um filme americano Western lançado em 1934. Inesquecível por uma empolgante sequência de perseguição envolvendo cavalos, um vagão de trem e um Ford Modelo T, o filme conta com um magnífico trabalho de dublês promovido por Yakima Canutt.

## Elenco
- John Wayne — Jerry Mason
- Barbara Sheldon — Betty Manson
- Gabby Hayes — Jake Benson
- Lloyd Whitlock — Harris
- Yakima Canutt — Joe Cole
- Eddie Parker — Al Miller
- Earl Dwire — Xerife Miller
- Hal Taliaferro - Capanga (não-creditado)

## Sinopse

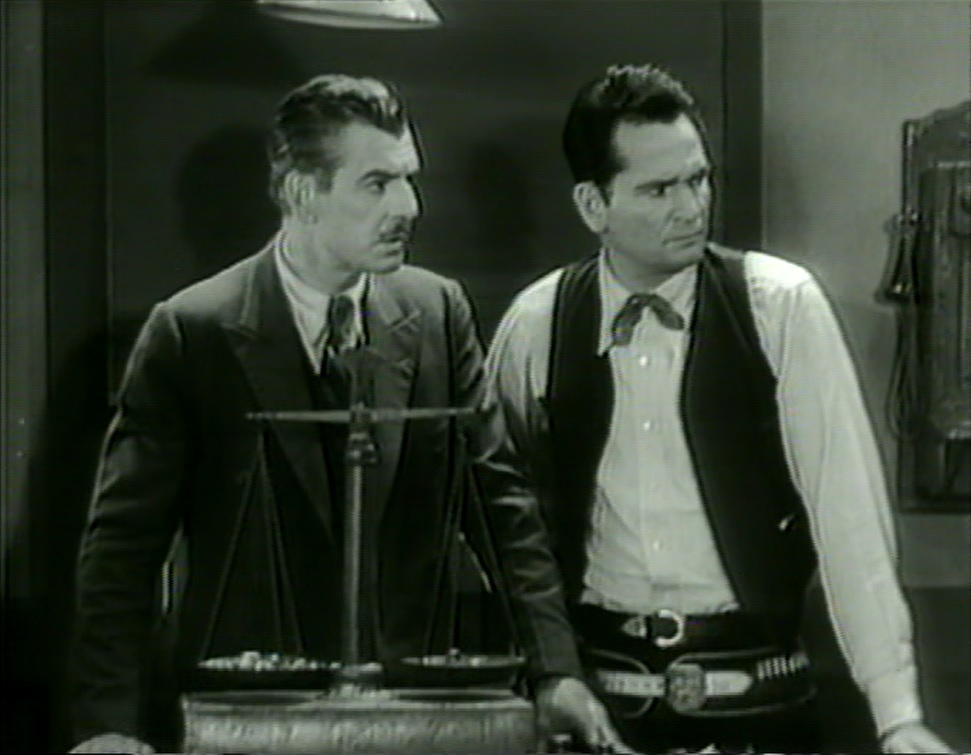
Lloyd Whitlock e Yakima Canutt em cena do filme

Jerry Mason (John Wayne), ao lado do irritadiço, mas adorável, Jake Benson (Gabby Hayes), ficam ricos da noite por dia depois de encontrarem um filão de ouro. Mas dois impiedosos assassinos farão de tudo para tirá-los do caminho. 